# 北健一郎
北 健一郎（きた けんいちろう、1982年7月6日 - ）は日本のスポーツジャーナリスト。株式会社ウニベルサーレ代表取締役CEO。

## 略歴
北海道旭川市出身。日本ジャーナリスト専門学校卒業後、放送作家事務所を経て、2005年から4年間「ストライカーDX」（学研）の編集者として働く。
2009年3月に独立してフリーランスに。サッカーとフットサルを中心に活動する。
その後元ホリプロの飯田修平が設立したポリバレント株式会社所属を経て、2021年4月に株式会社ウニベルサーレを創業。ポリバレント株式会社からスポーツオンラインアカデミー「WHITE BOARD」事業を譲受し、2023年にイミオから株式会社イミオからフットサル専門メディア「SAL」を譲受、スポーツメディアの自社事業化に取り組む。
2025年7月1日、イミオが事業譲受したサッカーメディア「超ワールドサッカー」の編集長に就任した。

## 著書
- サカテク（東邦出版）2009年7月
- 日本一監督が教える フットサル速効マニュアル100 ~試合前だけじゃなく試合中にも使える劇的アドバイス付~（白夜書房）2009年10月
- サッカー戦術とは何か?が誰でも簡単に分かるようになる本（マイナビ）2011年4月
- ジャイアントキリングを起こす19の方法（東邦出版）2010年12月
- サカテク World Soccer Technic Best Eleven（東邦出版）2011年7月
- なぜボランチはムダなパスを出すのか？ ～1本のパスからサッカーの"3手先"が見えてくる～（白夜書房）2011年12月
- 日本一監督が教える フットサル超速効マニュアル120 すぐ使えて、すぐ結果が出る超実戦アドバイス付（白夜書房）2012年3月
- サッカー日本代表の戦術が誰でも簡単に分かるようになる本（マイナビ）2012年7月
- バルセロナを極める11の視点 サッカー史上最強のクラブを再考するアンソロジー（フロムワン）2013年5月
- 10番は「司令塔」ではない　トップ下の役割に見る現代のサッカー戦術（角川書店）2013年7月
- 森岡薫自伝「生まれ変わる力」（白夜書房）2013年7月
- なぜ日本人サイドバックが欧州で重宝されるのか（宝島社）2013年7月
- 増補改訂版 なぜボランチはムダなパスを出すのか? ~1本のパスからサッカーの“3手先"が見えてくる~（ガイドワークス）2013年11月
- サッカーはミスが9割（ガイドワークス）2013年11月
- 日本一監督が教える完全版フットサル速効マニュアル220 ~10分で分かる勝率200%アップのポイント付~（ガイドワークス）2014年3月
- 一生つかえる!サッカーのみかた（成美堂出版）2014年4月
- サッカー戦術が簡単に分かる本（マイナビ）2014年5月
- フットサルで日本一になったチームが本当にやっている14の秘訣（ガイドワークス）2014年12月
- サッカーで大事なことは全てフットサルで学んだ（ガイドワークス）2015年3月
- フットサル超必勝バイブル 日本一になったチームが本当にやっている7つの約束事（ガイドワークス）2016年10月
- 30秒で子どもの未来は変わる! 勝手に才能が伸びる風間式育成メソッド（ソル・メディア）2019年7月

## 構成
- 松井大輔のサッカー ドリブルバイブル DVD抜き技&魅せ技スペシャル（カンゼン）2009年3月
- 大久保嘉人のサッカー攻撃テクニックバイブル DVD突破技&決め技スペシャル（カンゼン）2009年12月
- 試合で大活躍できる! フットサル上達のコツ50（メイツ出版）2010年2月
- ゴールキーパー専門講座（東邦出版）2010年10月
- 世界No.1選手が教えるリカルジーニョフットサル神技バイブル（ガイドワークス）2010年12月
- フットサル戦術 パーフェクトバイブル（カンゼン）2011年4月
- サッカー・神技フリーキック・シュート&パスが蹴れるようになる本（マイナビ）2012年2月
- 世界一わかりやすい! フットサルの授業（カンゼン）2012年9月
- 試合で大活躍できる! サッカーディフェンダー上達のコツ50（メイツ出版）2012年12月
- ボランチ専門講座（東邦出版）2013年7月
- サッカー・強豪クラブに合格するための本（マイナビ）2013年7月
- 増補改訂版 世界No.1選手が教えるリカルジーニョフットサル神技バイブル（ガイドワークス）2014年1月
- 最速上達サッカー オフ・ザ・ボール（成美堂出版）2014年5月
- サッカー 勝利の格言（マイナビ）2014年6月
- サッカーＧＫの教科書（実業之日本社）2015年7月
- スプリント力を上げる!つま先力トレーニング（角川書店）2016年3月
- 攻撃サッカー プレス＆カウンター（成美堂出版）2016年3月
- DVDでわかる! フットサル「攻めワザ」 最強実戦オフェンス（メイツ出版）2016年3月
- 世界で通じる子供の育て方（徳間書店）2016年6月
- ゴールキーパー専門講座 新装版（東邦出版）2016年7月
- ボランチ専門講座 新装版（東邦出版）2016年7月
- サッカー ゲームメークの教科書（実業之日本社）2017年3月
- サッカーの教え方、教えます!（実業之日本社）2017年4月
- 超「個」の教科書 -風間サッカーノート-（双葉社）2017年4月

- 強く、しなやかな女性を育てる 学園型地域総合スポーツクラブ十文字女子サッカーの挑戦（徳間書店）2018年1月
- ボランチ専門講座 新・新装版（東邦出版）2018年8月
- パッション 新世界を生き抜く子どもの育て方（徳間書店）2020年7月